# لورا هودجز
لورا هودجز (بالإنجليزية: Laura Hodges) مواليد 13 ديسمبر 1983 في أديلايد، هي لاعبة كرة سلة أسترالية. بدأت مسيرتها الاحترافية في سنة 1999. وتحمل الرقم 10. يبلغ طولها 6 قدم 3 بوصة (1.9 م). مثلت منتخب بلادها. شاركت في دورة الألعاب الأولمبية الصيفية سنة 2004. حققت المركز الأول في كأس العالم لكرة السلة للسيدات 2006.

## الميداليات
| الميدالية | المسابقة                           |
| --------- | ---------------------------------- |
| فضية      | الألعاب الأولمبية الصيفية 2004     |
| فضية      | الألعاب الأولمبية الصيفية 2008     |
| برونزية   | الألعاب الأولمبية الصيفية 2012     |
| ذهبية     | كأس العالم لكرة السلة للسيدات 2006 |
| برونزية   | كأس العالم لكرة السلة للسيدات 2014 |

## روابط خارجية
- لورا هودجز على موقع الاتحاد الدولي لكرة السلة (الإنجليزية)
- لورا هودجز على موقع الاتحاد الوطني لكرة السلة النسائية (الإنجليزية)
- لورا هودجز على موقع كرة السلة الأوروبية.كوم (الإنجليزية)
- لورا هودجز على موقع بروبوليرز (الإنجليزية)
- لورا هودجز على موقع بروبوليرز (الإنجليزية)
- لورا هودجز على موقع سبورتس رفرنس (الإنجليزية)
- لورا هودجز على موقع سبورتس رفرنس (الإنجليزية)
- لورا هودجز على موقع اللجنة الأولمبية الدولية (الإنجليزية)
- لورا هودجز على موقع اللجنة الأولمبية الدولية (الإنجليزية)
- لورا هودجز على موقع أوليمبيديا (الإنجليزية)